# Горњи Комрен
Горњи Комрен је насељено место у градској општини Црвени крст на подручју града Ниша у Нишавском округу. Налази се у подножју планине Виник, на око 5 км од центра Ниша. Према попису из 2022. било је 873 становника (према попису из 1991. било је 722 становника).

## Историја
Антички налазин указују на давнашњу засељеност Горњег и Доњег Комрена. Оба села егзистирају и у средњем веку. Називи села и неки топоними упућују на романовлашку засељеност. Турски попис 1498. године затиче Горњи Комрен као село, под данашњим називом, са 41 домом, 12 неожењених, 4 удовичка дома, 1 хаса ливадом и са дажбинама у износу 6.272 акче. Према турском попису нахије Ниш из 1516. године, место је било једно од 111 села нахије и носило је исти назив као данас, а имало је 37 кућа, 3 удовичка домаћинства, 7 самачка домаћинства, 1 муслимана. О овом селу има података и у вези са устанком 1841. године када је због мањих паљевина обештећен са 250 гроша. Насеље је, са још десет села, спаљено и у Српско-турском рату 1876. године. По ослобођењу од Турака, са постепеним јачањем тржишних утицаја у сеоској привреди, наступио је крајем 19. и почетком 20. века процес распадања породичних задруга и уситњавање земљишних поседа. Године 1895. оно је мање село са 42 домаћинства и 290 становника, а 1930. године у њему је живело 56 домаћинстава и 351 становник. Истовремено је докрајчено крчење заосталих шума у корист ратарских, виноградарских и повртарских површина. Близина Ниша као потрошачког центра подстакла је, поред осталог, развој млечног сточарства, као и постепену преоријентацију на радничка занимања, која се јављају већ уочи Другог светског рата. У циљу одмазде и застрашивања због партизанских акција, окупатор је 1942. године предузео мере спаљивања Горњег Комрена.
Одмах након ослобођења приступило се планској обнови насеља на основу урбанистичког плана, па је Горњи Комрен био прво село у нишком крају које је добило регулациони план. Изградња и обнова насеља започети су на основу плана, али је убрзо изградња настављена спонтано према традиционалним руралним схватањима. Од 1960/62. године ојачала је тенденција за исељавањем (пре свега у Насеље Ратко Јовић и у северозападни квадрант Ниша), као и оријентација на радничка занимања и мешовиту привреду уз тенденцију задржавања поседа у селу. Од 1965/70. године Горњи Комрен је постао и миграционо привлачан за придошлице из удаљенијих села. На овој основи настала је значајна економско-социјална преструктурализација домаћинстава, што се види и из статистичких података: године 1971. у селу је живело 15 пољопривредних, 80 мешовитих и 67 непољопривредних домачинстава.

## Саобраћај
До насеља се може доћи приградским линијама 30 ПАС Ниш - Горњи Комрен - Хум - Рујник - Лесковик и линијом 31 ПАС Ниш - Горњи Комрен - Хум.

## Демографија
У насељу Горњи Комрен живи 751 пунолетни становник, а просечна старост становништва износи 43,3 година (42,5 код мушкараца и 44,2 код жена). У насељу има 311 домаћинстава, а просечан број чланова по домаћинству је 2,81.
Ово насеље је великим делом насељено Србима (према попису из 2002. године).
|  |

| Демографија | Демографија | Демографија |
| Година      | Становника  | Становника  |
| ----------- | ----------- | ----------- |
| 1948.       | 606         |             |
| 1953.       | 665         |             |
| 1961.       | 767         |             |
| 1971.       | 749         |             |
| 1981.       | 846         |             |
| 1991.       | 722         | 713         |
| 2002.       | 946         | 955         |
| 2011.       | 917         |             |
| 2022.       | 873         |             |

| Етнички састав према попису из 2002.‍ | Етнички састав према попису из 2002.‍ | Етнички састав према попису из 2002.‍ | Етнички састав према попису из 2002.‍ | Етнички састав према попису из 2002.‍ |
| ------------------------------------ | ------------------------------------ | ------------------------------------ | ------------------------------------ | ------------------------------------ |
|                                      |                                      |                                      |                                      |                                      |
| Срби                                 | Срби                                 |                                      | 926                                  | 97,88%                               |
| Роми                                 | Роми                                 |                                      | 6                                    | 0,63%                                |
| Црногорци                            | Црногорци                            |                                      | 3                                    | 0,31%                                |
| Бугари                               | Бугари                               |                                      | 2                                    | 0,21%                                |
| Македонци                            | Македонци                            |                                      | 1                                    | 0,10%                                |
| непознато                            | непознато                            |                                      | 5                                    | 0,52%                                |

| Година пописа     | 1948. | 1953. | 1961. | 1971. | 1981. | 1991. | 2002. |
| ----------------- | ----- | ----- | ----- | ----- | ----- | ----- | ----- |
| Број домаћинстава | 85    | 111   | 146   | 162   | 223   | 210   | 290   |

| Број чланова      | 1  | 2  | 3  | 4  | 5  | 6  | 7 | 8 | 9 | 10 и више | Просек |
| ----------------- | -- | -- | -- | -- | -- | -- | - | - | - | --------- | ------ |
| Број домаћинстава | 25 | 69 | 64 | 86 | 32 | 11 | 3 | 0 | 0 | 0         | 3,26   |

| Пол    | Укупно | Неожењен/Неудата | Ожењен/Удата | Удовац/Удовица | Разведен/Разведена | Непознато |
| ------ | ------ | ---------------- | ------------ | -------------- | ------------------ | --------- |
| Мушки  | 403    | 101              | 275          | 18             | 9                  | 0         |
| Женски | 376    | 53               | 269          | 46             | 7                  | 1         |
| УКУПНО | 779    | 154              | 544          | 64             | 16                 | 1         |

| Пол    | Укупно                    | Пољопривреда, лов и шумарство | Рибарство                            | Вађење руде и камена | Прерађивачка индустрија       |
| ------ | ------------------------- | ----------------------------- | ------------------------------------ | -------------------- | ----------------------------- |
| Мушки  | 186                       | 5                             | 0                                    | 0                    | 78                            |
| Женски | 91                        | 2                             | 0                                    | 0                    | 40                            |
| УКУПНО | 277                       | 7                             | 0                                    | 0                    | 118                           |
| Пол    | Производња и снабдевање   | Грађевинарство                | Трговина                             | Хотели и ресторани   | Саобраћај, складиштење и везе |
| Мушки  | 9                         | 13                            | 10                                   | 6                    | 15                            |
| Женски | 2                         | 0                             | 15                                   | 2                    | 6                             |
| УКУПНО | 11                        | 13                            | 25                                   | 8                    | 21                            |
| Пол    | Финансијско посредовање   | Некретнине                    | Државна управа и одбрана             | Образовање           | Здравствени и социјални рад   |
| Мушки  | 0                         | 3                             | 14                                   | 1                    | 3                             |
| Женски | 0                         | 1                             | 1                                    | 5                    | 8                             |
| УКУПНО | 0                         | 4                             | 15                                   | 6                    | 11                            |
| Пол    | Остале услужне активности | Приватна домаћинства          | Екстериторијалне организације и тела | Непознато            | Непознато                     |
| Мушки  | 3                         | 0                             | 0                                    | 26                   | 26                            |
| Женски | 2                         | 0                             | 0                                    | 7                    | 7                             |
| УКУПНО | 5                         | 0                             | 0                                    | 33                   | 33                            |